# Paul Lazerges
Jean-Baptiste Paul Hippolyte Lazerges, dit Paul Lazerges, est un artiste peintre né le 10 janvier 1845 à Paris et mort le 21 mai 1902 à Asnières, de l'école de Barbizon.

## Biographie
Il étudia la peinture dans l'atelier de son père Hippolyte Lazerges. Il est connu pour ses toiles orientaliste et ses portraits. Il fit de nombreux voyages en Algérie. 

## Œuvres
(liste non exhaustive)

### Peintures
- 1869   -  Arbres autour d'une pièce d'eau , hsc, Sbd, dim; 29,7 × 39,8 cm (vente Deburaux, Barbizon, le 3 juin 2007, lot no 48, p. 25 du catalogue: L'école de Barbizon)
- Caravane près de Biskra, 1892, huile sur toile
- Caravane dans le sud algérien, 1897, huile sur toile, 55 × 66 cm, collection Djillali Mehri
- Scène de la vie arabe (campement près d'un cours d'eau d'une oasis), 1899, huile sur toile, exposée au salon de 1899

## Collections publiques
- Musée d'Elbeuf
  - Portrait de madame La Mare (cadeau de mariage du peintre à son cousin, monsieur La Mare)
- Musée des beaux-arts de Nantes
  - Caravane près de Biskra (Algérie), 1892
  - Le Gué

## Iconographie

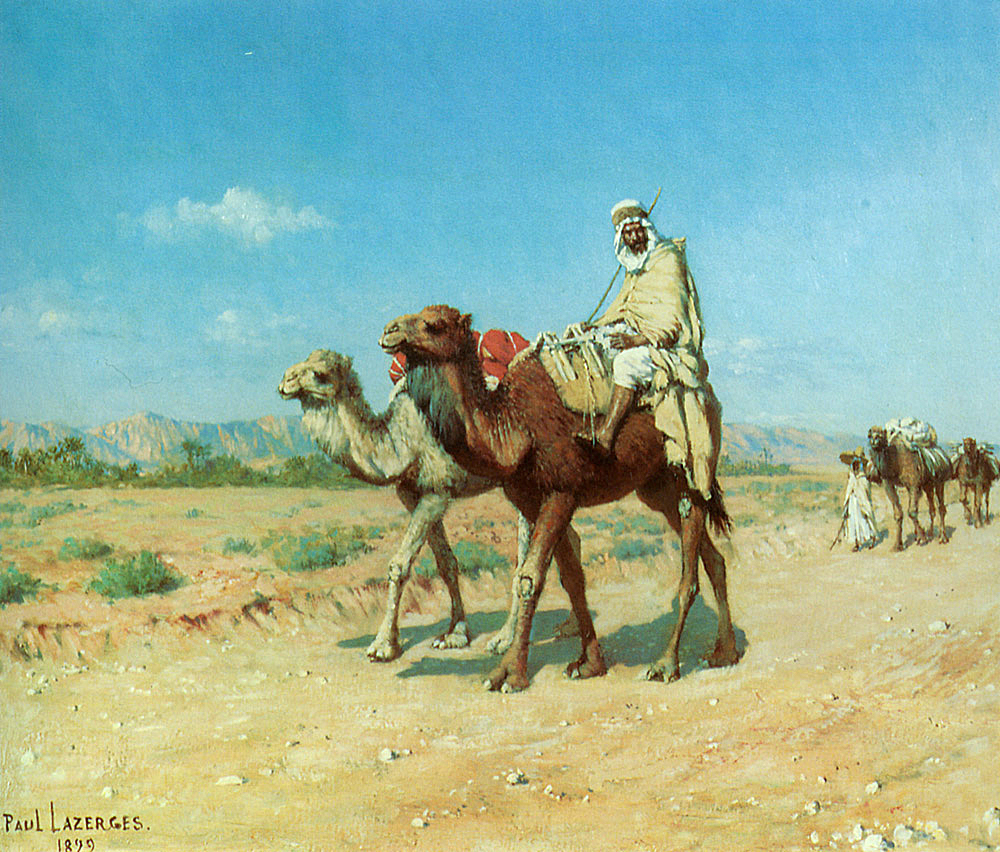
Dans le désert, 1899
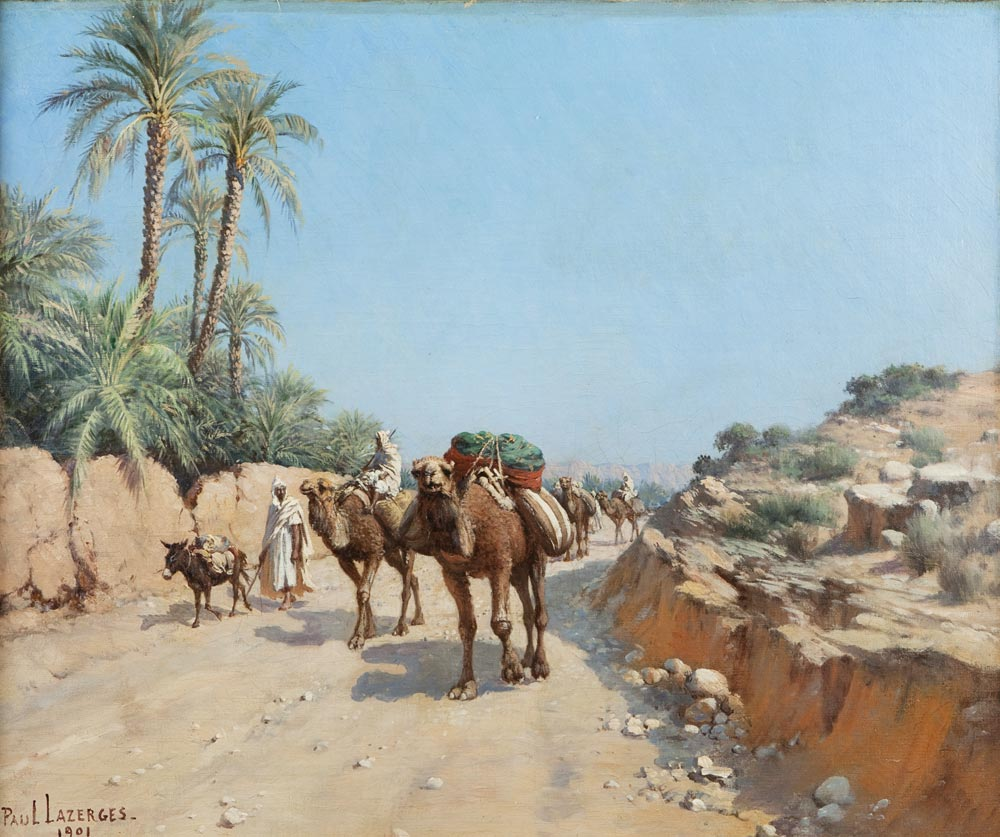
Caravane, 1901
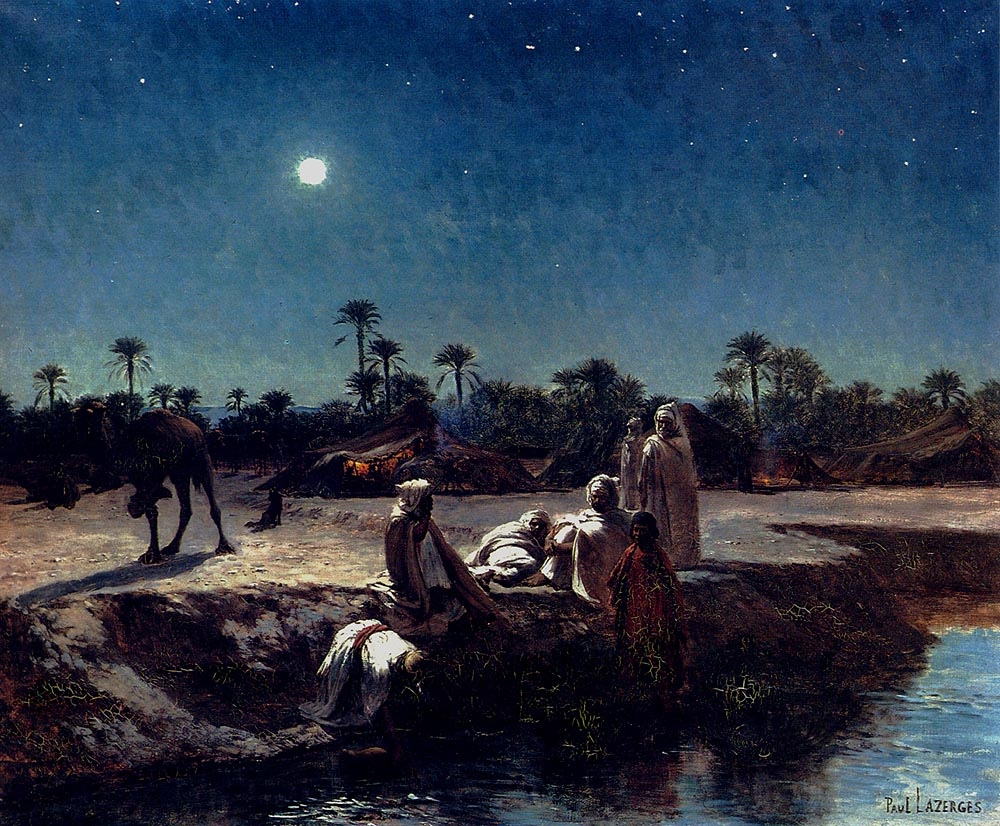
An Arab Encampment By Moonlight
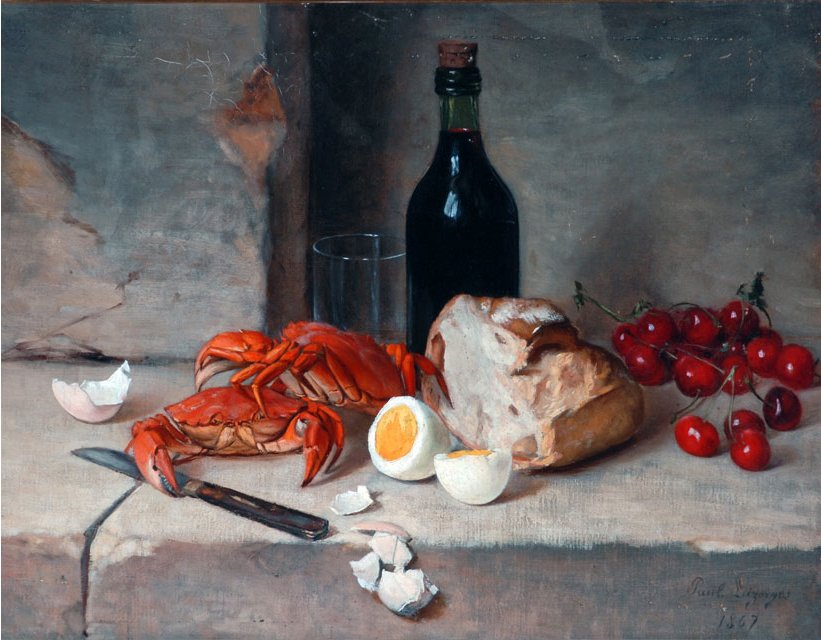
Still Life with Crabs and Bottle, Bowes Museum